# Liste des aéroports au Botswana
Voici une liste des aéroports du Botswana, triés par lieu.

## Carte
| Francistown Gaborone Kasane Maun |

## Liste
| Nom                                                            | Ville            | District         | OACI             | AITA             | Coordonnées                      | Type                          |
| Aéroports civils                                               | Aéroports civils | Aéroports civils | Aéroports civils | Aéroports civils | Aéroports civils                 | Aéroports civils              |
| -------------------------------------------------------------- | ---------------- | ---------------- | ---------------- | ---------------- | -------------------------------- | ----------------------------- |
| Aéroport international de Francistown                          | Francistown      | Nord-Est         | FBFT             | FRW              | 21° 09′ 36″ S, 27° 28′ 30″ E     | International / Base aérienne |
| Aéroport international de Gaborone                             | Gaborone         | Sud-Est          | FBSK             | GBE              | 24° 33′ 18″ S, 25° 55′ 05″ E     | International / Base aérienne |
| Aéroport de Ghanzi (en)                                        | Ghanzi           | Ghanzi           | FBGZ             | GNZ              | 21° 41′ 31″ S, 21° 39′ 29″ E     |                               |
| Aéroport de Gumare (en)                                        | Gumare           | Nord-Ouest       | FBGM             |                  | 19° 22′ 01″ S, 22° 10′ 01″ E     |                               |
| Aéroport de Hukuntsi (en)                                      | Hukuntsi         | Kgalagadi        |                  | HUK              | 23° 59′ 24″ S, 21° 45′ 29″ E     |                               |
| Aéroport de Jwaneng (en)                                       | Jwaneng          | Sud              | FBJW             | JWA              | 24° 36′ 07″ S, 24° 41′ 28″ E     |                               |
| Aéroport de Kang (en)                                          | Kang             | Kgalagadi        | FBKG             |                  | 23° 40′ 59″ S, 22° 49′ 01″ E     |                               |
| Aéroport de Kanye (en)                                         | Kanye            | Sud              | FBKY             |                  | 25° 03′ 00″ S, 25° 19′ 01″ E     |                               |
| Aérodrome de Kasane                                            | Kasane           | Nord-Ouest       | FBKE             | BBK              | 17° 49′ 59″ S, 25° 09′ 43″ E     | International                 |
| Aéroport de Khwai River (en)                                   | Khwai (en)       | Nord-Ouest       | FBKR             | KHW              | 19° 09′ 00″ S, 23° 46′ 59″ E     |                               |
| Aéroport de Machaneng (en)                                     | Machaneng        | Central          | FBMG             |                  | 23° 10′ 59″ S, 27° 28′ 01″ E     | Piste militaire               |
| Aéroport de Makalamabedi (en)                                  | Makalamabedi     | Nord-Ouest       | FBMM             |                  | 20° 19′ 59″ S, 23° 52′ 59″ E     |                               |
| Piste de Matsieng (en)                                         | Rasesa           | Kgatleng         | FBMA             |                  | 24° 21′ 25″ S, 26° 05′ 24″ E     |                               |
| Aéroport de Maun                                               | Maun             | Nord-Ouest       | FBMN             | MUB              | 19° 58′ 23″ S, 23° 25′ 52″ E     | International                 |
| Aéroport Molepolole (en)                                       | Molepolole       | Kweneng          | FBML             |                  | 24° 23′ 20″ S, 25° 29′ 56″ E     | Ancien aéroport               |
| Aéroport de Nata (en)                                          | Nata             | Central          | FBNT             |                  | 20° 12′ 58″ S, 26° 09′ 32″ E     |                               |
| Aéroport de Nokaneng (en)                                      | Nokaneng         | Nord-Ouest       | FBNN             |                  | 19° 20′ 20″ S, 22° 09′ 14″ E     |                               |
| Aéroport d'Okwa Camp One (en)                                  | Okwa             | Ghanzi           | FBOK             |                  | 23° 04′ 59″ S, 21° 52′ 59″ E     |                               |
| Aéroport d'Orapa (en)                                          | Orapa            | Central          | FBOR             | ORP              | 21° 16′ 01″ S, 25° 19′ 01″ E     |                               |
| Aéroport de Palapye (en)                                       | Palapye          | Central          | FBPY             | QPH              | 22° 34′ 01″ S, 27° 09′ 00″ E     |                               |
| Aéroport de Pandamatenga (en)                                  | Pandamatenga     | Nord-Ouest       | FBPA             |                  | 18° 31′ 53″ S, 25° 39′ 07,1″ E   |                               |
| Aéroport de Savuti (en)                                        | Savuti           | Nord-Ouest       | FBSV             | SVT              | 18° 31′ 16″ S, 24° 04′ 37″ E     |                               |
| Aéroport de Selebi-Phikwe (en)                                 | Selebi-Phikwe    | Central          | FBSP             | PKW              | 22° 03′ 26″ S, 27° 49′ 37″ E     |                               |
| Aéroport de Seronga (en)                                       | Seronga          | Nord-Ouest       | FB71             |                  | 18° 49′ 25″ S, 22° 25′ 25″ E     |                               |
| Aéroport de Serowe (en)                                        | Serowe           | Central          | FBSR             |                  | 22° 25′ 23″ S, 26° 45′ 25″ E     | Ancien aéroport               |
| Aéroport de Shakawe (en)                                       | Shakawe          | Nord-Ouest       | FBSW             | SWX              | 18° 22′ 26″ S, 21° 49′ 59″ E     |                               |
| Aéroport de Thebephatshwa (en) / Base aérienne de Maparangwane | Thebephatshwa    | Kweneng          | FBTP             |                  | 24° 13′ 15,8″ S, 25° 20′ 49,1″ E |                               |
| Aéroport de Tshabong (en)                                      | Tsabong          | Kgalagadi        | FBTS             | TBY              | 26° 01′ 59″ S, 22° 24′ 00″ E     |                               |
| Aéroport de Tshane (en)                                        | Tshane           | Kgalagadi        | FBTE             |                  | 24° 01′ 01″ S, 21° 52′ 59″ E     |                               |
| Aérodrome de Xaxaba (en)                                       | Xaxaba           | Nord-Ouest       | FBXB             |                  | 19° 33′ 04″ S, 23° 03′ 18″ E     |                               |
| Aéroport de Xugana (en)                                        | Xugana           | Nord-Ouest       | FBXG             |                  | 19° 03′ 00″ S, 23° 05′ 24″ E     |                               |
| Aéroports privés                                               |                  |                  |                  |                  |                                  |                               |
| Aéroport de Camp Okavango (en)                                 | Camp Okavango    | Nord-Ouest       | FBCO             |                  | 19° 07′ 01″ S, 23° 06′ 00″ E     |                               |
| Aéroport de Lobatse (en)                                       | Lobatse          | Sud-Est          | FBLO             | LOQ              | 25° 11′ 22,1″ S, 25° 40′ 56,2″ E |                               |
| Aéroport de Sua Pan (en)                                       | Sowa             | Central          | FBSN             | SXN              | 20° 33′ 11″ S, 26° 06′ 58″ E     |                               |
| Aéroport de Tuli Lodge (en)                                    | Tuli Block (en)  | Central          | FBTL             | TLD              | 22° 10′ 59″ S, 29° 07′ 01″ E     |                               |
| Henry Netting                                                  | Xudum            | Nord-Est         | FBXX             |                  | 19° 41′ 00,8″ S, 22° 52′ 19,4″ E |                               |
| Aéroports avec des coordonnées non vérifiées                   |                  |                  |                  |                  |                                  |                               |
| Aéroport de Rakops (en)                                        | Rakops           | Central          | FBRK             |                  | 21° 00′ 00″ S, 24° 19′ 59″ E     |                               |